# Lhota (Číměř)
Lhota (deutsch Neustift) ist ein Ortsteil der Gemeinde Číměř in Tschechien. Er liegt vier Kilometer nordwestlich von Nová Bystřice und gehört zum Okres Jindřichův Hradec.

## Geschichte
Im Jahre 1487 wurde die Ortschaft Neustift erstmals urkundlich erwähnt und gehörte zum Burgstall und zur Herrschaft Landstein. Während des Dreißigjährigen Krieges ging ein großer Teil des Ortes zugrunde. Später wurde Neustift mit den Ortschaften Hammermühle und Burgstall zu einer Gemeinde zusammengelegt. Bis 1848 gehörte sie zur Herrschaft Neubistritz.
Nach dem Ersten Weltkrieg zerfiel der Vielvölkerstaat Österreich-Ungarn und der Ort wurde Teil der Tschechoslowakei. Die Bewohner von Neustift mit den angegliederten Teilen waren zu 97 % Deutsch-Österreicher. Nach dem Münchner Abkommen 1938, rückten im Oktober 1938 deutsche Truppen im Ort ein, der bis 1945 zum Gau Niederdonau gehörte.
Nach Kriegsende (8. Mai 1945) wurden die im Münchner Abkommen (1939) an Deutschland übertragenen Territorien, also auch der Ort Neustift im Rückgriff auf den Vertrag von Saint-Germain (1919) wieder der Tschechoslowakei zugeordnet. Am 8. Juni 1945 kamen militante Tschechen in den Ort, die die deutsche Bevölkerung – bis auf eine Person – über die Grenze nach Österreich wild vertrieben. Das Vermögen der deutschen Bewohner wurde durch das Beneš-Dekret 108 konfisziert und die katholische Ortskirche in der kommunistischen Ära enteignet.
Die in Österreich befindlichen vertriebenen Neustifter wurden bis auf 33 Personen, in Übereinstimmung mit den Überführungs-Zielen des Potsdamer Kommuniqués, nach Deutschland weiter transferiert.
Im Jahre 2001 bestand das einstige Dorf aus 23 Wohnhäusern, in denen 51 Menschen lebten.

## Siegel und Wappen
Von Neustift konnte ein Siegel nicht aufgefunden werden, obwohl es mit hoher Wahrscheinlichkeit einen geführt haben muss. Die einzigen Siegel die bisher gefunden wurde, gehörten zu dem tschechisch gleichnamigen Ort „Lhota“, welches sich westlich von Datschitz befindet.

## Bevölkerungsentwicklung
| Volkszählung | Einwohner gesamt | Volkszugehörigkeit der Einwohner | Volkszugehörigkeit der Einwohner | Volkszugehörigkeit der Einwohner |
| Jahr         | Einwohner gesamt | Deutsche                         | Tschechen                        | Andere                           |
| ------------ | ---------------- | -------------------------------- | -------------------------------- | -------------------------------- |
| 1880         | 445              | 445                              | 0                                | 0                                |
| 1890         | 386              | 381                              | 5                                | 0                                |
| 1900         | 375              | 375                              | 0                                | 0                                |
| 1910         | 358              | 349                              | 9                                | 0                                |
| 1921         | 332              | 300                              | 12                               | 20                               |
| 1930         | 306              | 301                              | 5                                | 0                                |
| 1991         | 57               |                                  |                                  |                                  |
| 2001         | 51               |                                  |                                  |                                  |

## Sehenswürdigkeiten
- Kapelle hl. Therese (1927), unweit davon Gedenkkreuz für die Gefallenen des Ersten Weltkriegs
- Kapelle zur hl Dreifaltigkeit in Burgstall
- Statue des hl. Johannes von Nepomuk am Hammerteich
- Marterl am Nordhang des Burgstaller Waldes
- Wegkreuze: Blaschkerkreuz, Doudernkreuz (zum Ödberg), Stipplerkreuz (bei der Hammermühle, an der Straße nach Neubistritz)
- Alwert’nkreuz (in der Dorfmitte)
- Schule, einklassig, (1908 Kaiser-Franz-Joseph-Regierungsjubiläumsschule als Expositur der Volksschule in Schamers)
- Armenhaus
- Elektrifizierung 1920 (Strom aus der Mühle)

## Sagen aus dem Ort
Unter den deutschen Ortsbewohnern gab es eine Vielzahl von Mythen:
- Die überlisteten Waldgeister
- Die naschhaften Kellerweiberln[7]